# Gmina Morawica
Die Gmina Morawica ist eine Stadt-und-Land-Gemeinde im Powiat Kielecki der Woiwodschaft Heiligkreuz in Polen. Ihr Sitz ist die gleichnamige Stadt mit etwa 1750 Einwohnern.
Zum 1. Januar 2017 wurde Morawica zur Stadt erhoben.

## Gliederung
Zur Stadt-und-Land-Gemeinde (gmina miejsko-wiejska) Morawica gehören die Stadt selbst und weitere Dörfer mit einem Schulzenamt:
Morawica
Bieleckie Młyny
Bilcza
Brudzów
Brzeziny
Chałupki
Chmielowice
Dębska Wola
Drochów Dolny
Drochów Górny
Dyminy
Kawczyn
Kuby-Młyny
Lisów
Łabędziów
Nida
Obice
Piaseczna Górka
Podwole
Radomice
Wola Morawicka
Zaborze
Zbrza